# Gavrilov-Iam
Gavrilov-Iam (en russe : Гаврилов-Ям) est une ville de l'oblast de Iaroslavl, en Russie, et le centre administratif du raïon de Gavrilov-Iam. Sa population s'élevait à 16 536 habitants en 2020.

## Géographie
Gavrilov-Iam est arrosée par la rivière Kotorosl. Elle se trouve à 37 km au sud de Iaroslavl et à 221 km au nord-est de Moscou.

## Histoire
Les origines de la ville remontent à 1545, lorsqu'un village fut établi sur les terres d'un monastère à 7 km du village de Rostov-Souzdal. Gavrilov-Iam a le statut de ville depuis 1938.

## Population
Recensements (*) ou estimations de la population
| 1926* | 1931   | 1939*  | 1959*  | 1970*  | 1979*  |
| ----- | ------ | ------ | ------ | ------ | ------ |
| 9 474 | 12 300 | 18 567 | 21 314 | 20 751 | 20 687 |

| 1989*  | 2002*  | 2010*  | 2012   | 2013   | 2014   |
| ------ | ------ | ------ | ------ | ------ | ------ |
| 21 353 | 19 105 | 17 791 | 17 661 | 17 579 | 17 468 |

| 2015   | 2016   | 2017   | 2018   | 2019   | 2020   |
| ------ | ------ | ------ | ------ | ------ | ------ |
| 17 514 | 17 434 | 17 351 | 17 057 | 16 715 | 16 536 |

## Économie
L'entreprise textile OAO Gavrilov-Iamski Lnokombinat (ЗАО "Гаврилов-Ямский льнокомбинат") fabrique des filés de lin, des tissus de lin, des draps et des gants de travail. L'usine existe depuis les années 1860 et emploie 2 600 salariés .